# Управление денежного обращения Гонконга
Управление денежного обращения Гонконга (англ. Hong Kong Monetary Authority, кит. 香港金融管理局) — государственное учреждение Специального административного района Сянган (Гонконг), выполняющее отдельные функции центрального банка (точнее, валютного совета).

## Функции
Управление денежного обращения Гонконга создано 1 апреля 1993 года.
Функции Управления:
- поддержание стабильности валюты в пределах системы валютных курсов;
- содействие стабильности и целостности финансовой системы, включая банковскую систему;
- содействие в поддержании статуса Гонконга как международного финансового центра, в том числе поддержка и развитие финансовой инфраструктуры Гонконга;
- управление валютным фондом.

Управление не обладает правом эмиссии гонконгского доллара, но контролирует выпуск банкнот в долларах, осуществляемый тремя банками: The Hongkong and Shanghai Banking Corporation Limited, Standard Chartered Bank (Hong Kong) Limited и Bank of China (Hong Kong) Limited. Монеты гонконгского доллара и банкноты в 10 долларов выпускаются Правительством Гонконга.